# Everybody (singel Leonida Rudenki)
„Everybody” – singel rosyjskiego DJ-a Leonida Rudenki. W utworze wykorzystano wokal Charleene Reny Mann – modelki, tancerki i piosenkarki, a także sampel z singla „Cop That Shit” Timbalanda & Magoo oraz Missy Elliott.

## Zawartość singla CD
- „Everybody” (Radio Edit) – 02:50
- „Everybody” (Extended Mix) – 05:59
- „Everybody” (Morjac Mix) – 06:27
- „Everybody” (Darbuck & Klein Remix) – 07:10
- „Everybody” (Nino Anthony's Confessions Mix) – 07:15
- „Everybody” (Don Diablo Remix) – 06:03
- „Everybody” (Disko Loko Mix) – 08:02
- „Everybody” (123xyz Mix) – 07:35
- „Everybody” (Agent X Remix) – 04:21
- „Everybody” (Danny Byrd Remix) – 6:06

## Teledysk
W wideoklipie do utworu – nagranym w Oslo w Norwegii – młody żołnierz zostaje schwytany przez grupę żeńskich wojskowych. Uczestniczy w przesłuchaniu polegającym na przyglądaniu się tańczącym radzieckim żołnierkom. W ostatniej scenie trafia do sali tortur, gdzie pojawia się także kobieta z pejczem. W rolach Rosjanek wystąpiły m.in. wokalistka Charleene Rena Mann i Francesca Hoffman, w roli torturowanego wystąpił model, imieniem Tori. Reżyserią teledysku zajął się Alex Herron, choreografię stworzył Paul Roberts.